# Каминов, Аркадий Ефимович
Аркадий Ефимович Каминов — советский военный деятель, генерал-майор генерал-майор инженерно-авиационной службы (06.07.1947).

## Биография
Родился в 1905 году в Херсоне. Член КПСС.
С 1920 года — на службе в РККА.
Окончил военно-теоретическую школу летчиков.
В 1932 году окончил Военно-воздушную академию имени профессора Н. Е. Жуковского.
Затем служил в ВВА имени профессора Н. Е. Жуковского на различных инженерных и преподавательских должностях.
В 1939−1947 годах — заместитель начальника Управления полярной авиацией Главного управления Северного морского пути.
В 1947−1968 годах — заместитель начальника академии ВВИА им. проф. Н. Е. Жуковского по инженерно-технической службе. В эти годы в академии были построены новые учебные и жилые корпуса. В 1954 году сдан в эксплуатацию уникальный корпус «И» — моторная испытательная станция (МИС). В 1957 году на территории Центрального аэродрома на Ходынском поле построена и оснащена лаборатория по изучению слушателями ракетной техники и ее наземного оборудования. В 1962 году на территории 30-го корпуса академии сдан новый лабораторный корпус «Л».
Умер 11 октября 1993 года.

## Награды
- два ордена Ленина (02.12.1945, 05.11.1946)
- два ордена Красного Знамени (03.11.1944, 17.05.1951)
- орден Нахимова II степени (08.07.1945)
- орден Отечественной войны I степени (06.04.1985)
- два ордена Трудового Красного Знамени (03.05.1940, «за выдающиеся заслуги в деле освоения Северного Морского Пути и районов Крайнего Севера, а также за образцовую и самоотверженную работу в период арктических навигаций 1938 и 1939 годов»; …)
- орден «Знак Почёта» (15.09.1961)
- медали